# Snæfelli
Snæfelli är ett berg i Färöarna (Kungariket Danmark).   Det ligger i sýslan Norðoyar, i den nordöstra delen av landet, 30 km norr om huvudstaden Tórshavn. Toppen på Snæfelli är 644 meter över havet. Snæfelli ligger på ön Borðoy.
Terrängen runt Snæfelli är kuperad. Havet är nära Snæfelli söderut. Runt Snæfelli är det ganska glesbefolkat, med 42 invånare per kvadratkilometer. Närmaste större samhälle är Klaksvík, 4,9 km söder om Snæfelli. Trakten runt Snæfelli består i huvudsak av gräsmarker.